# Marco Fonteio
Marco Fonteio (110 a.C. circa – Roma, ...) è stato un politico romano.
Seguace di Lucio Cornelio Silla, nell'81 a.C. fu legato nella Spagna Ulteriore e nel 75 a.C. pretore. Dal 74 a.C. al 72 a.C. governò la Gallia Narbonense; in quest'occasione fu accusato de repetundis dalla popolazione locale, ma fu difeso nella Pro Fonteio da Marco Tullio Cicerone e scagionato nel 69 a.C..